# Фрибес, Ольга Александровна
Ольга Александровна Фрибес (1859—1933) — русский прозаик.

## Биография
Родилась в 1859 году в многодетной семье: имела пять братьев и три сестры. Дочь вице-губернатора А. В. Фрибеса. Мать Фрибес — Евгения Николаевна. По словам Фрибес, её мать «была очень развита духовно и очень религиозна», пыталась сделать учение Э. Сведенборга известным в России.
В детстве Фрибес воспитывалась в основном матерью, имела «весёлый нрав», сочетавшийся с чрезвычайной впечатлительностью, в присущей семье атмосфере «литературности» росла с мечтой стать писательницей. Училась в Радомской гимназии (1870-е гг.). В 1878 году познакомилась с Н. С. Лесковым, заинтересовавшим её богословием Оригена. По словам Фрибес, «личные разочарования» юности привлекли её внимание к монастырской жизни. После переезда из Польши (1885) подолгу жила в Тихвинском Введенском монастыре (переписывалась с его игуменьей и монахинями), в монастырях близ Старой Руссы.

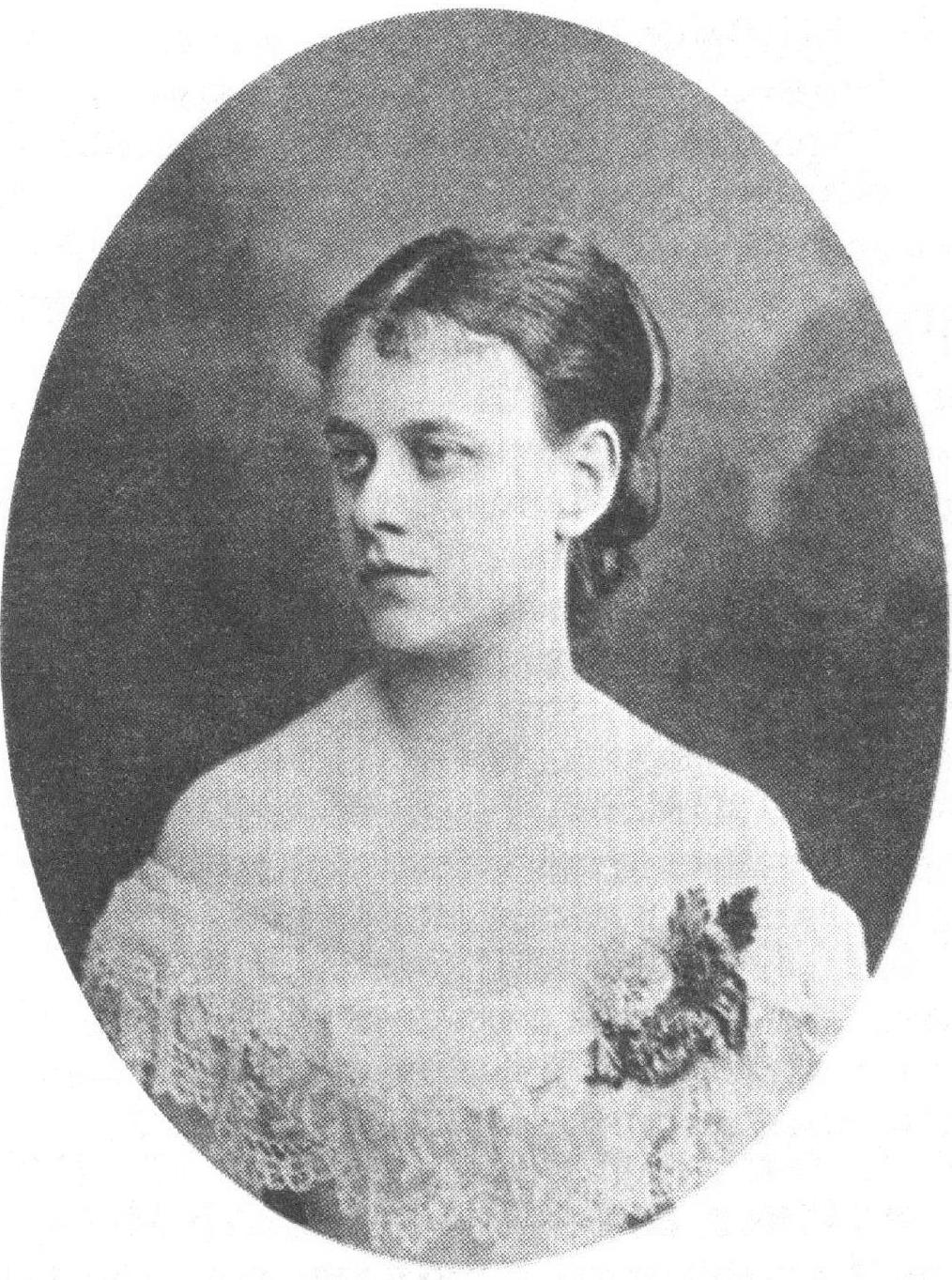

Первая публикация — повесть «Отец Сергий» (1884: псевдоним Кирьякова; все последующие художественные произведения подписаны псевдонимом И. А. Данилов), напечатанная в «изувеченном» редактором газеты «Варшавский дневник» П. К. Щебальским виде. От первой публикации, как и от двух следующих, устроенных Вс. С. Соловьёвым («Призрак любви» — 1890; «Без прикрас» — 1893), Фрибес впоследствии «отказывалась», считая их слабыми.
Повесть «В тихой пристани» (1894) принесла Фрибес литературное признание и знакомство с Н. Н. Страховым, Я. П. Полонским, Д. И. Стахеевым, П. А. Кусковым, В. В. Розановым (позднее и с М. О. Меньшиковым).
В «монастырской трилогии»: повесть «От света к свету» (1901); «В тихой пристани», «Игуменья Рахиль. Картинга монастырской хроники» (1912); в повестях «Поездка на богомолье» (1894), «По новому пути» (1896); рассказах «Без покаяния» (1894), «В морозную ночь. Посвящение Я. П. Полонскому» (1897), «Одинокие. Посвящение М. О. Меньшикову» (1902), «Искушение» (1906) был изображен целый мир, напоминающий Барсетшир Э. Троллопа, с вымышленными городами Онегинск и Печоринск, старинными монастырями, дворян, усадьбами и постоялыми дворами. Он был намеренно помещен Фрибес в русскую провинцию, поскольку её «патриархальная тишина» позволяла глубоко «взглянуть в жизнь» и «за пресловутым пьянством, ложью и плутовством» увидеть «духовные… богатырские силы» и нерушимые «чёрточки» великорусской народности, в незыблемости которой Фрибес видела значение России.
В начале XX века произведения Фрибес стали неохотно принимать в печать. Повторение «монастырской темы» без какого-либо нового «трагического мотива» представлялось ненужным. В публикации рассказов отказало «Новое время», роман «Игуменья Рахиль» не удалось устроить ни в «Исторический вестник», ни в «Вестник Европы», ни в «Мир Божий». А. П. Чехов не взялся ходатайствовать за роман в редакции «Русской мысли». По приглашению С. В. Воейкова Ф. перепечатывала в журнале «Нева» свои произведения: «Забытая писательница» (1907; первоначально ― 1900), «Случайная встреча» (под названием «Овинный овёс»: 1907), «Поездка на богомолье» (1912), «Одинокие» (1912), «От света к свету» (под названием «За стеной» — 1914). Другие её произведения: «Руководство, как сушить цветы с сохранением их натуральных красок…» (1895, 1907); рассказы: «Весною» (1899), «Чайная роза» (1900), «Разлучница» (1907).
Принимала участие в первом заседании Религиозно-философского собрания (1901). По свидетельству церковного историка и публициста А. А. Папкова, Фрибес создала кружок единомышленников, ставший, возможно, одним из предшественников Братства ревнителей церковного обновления.
Была крёстной матерью сына В. В. Розанова Василия и сына М. О. Меньшикова Григория. После гибели М. О. Меньшикова (20 сентября 1918) взяла к себе его дочь Лидию.
Умерла в 1933 году.